# Amblypodia helenore
Amblypodia helenore är en fjärilsart som beskrevs av William Doherty. Amblypodia helenore ingår i släktet Amblypodia och familjen juvelvingar. Inga underarter finns listade i Catalogue of Life.